# Circuit Ricardo Tormo
A Circuit de Valencia (hivatalos nevén "Circuit de la Comunitat Valenciana Ricardo Tormo") egy motorsport-versenypálya Cheste mellett, Valencia tartományban, Spanyolországban. 1999-ben építették, Ricardo Tormo spanyol motorversenyzőről nevezték el, aki 1998-ban halt meg. 120 000 férőhely van a pályán, ebből  60 000 ülőhely. Hockenheimhoz hasonlóan a nézőterek itt is a pálya körül, stadionszerűen helyezkednek el. Gyakran tesztelnek itt Formula–1-es csapatok a télen is enyhe időjárás miatt. Kimi Räikkönen tartja a nem hivatalos pályarekordot a McLaren-Mercedesszel 1 perc, 9,005 másodperces idővel.
A pályán rendezik a MotoGP valenciai nagydíjat.

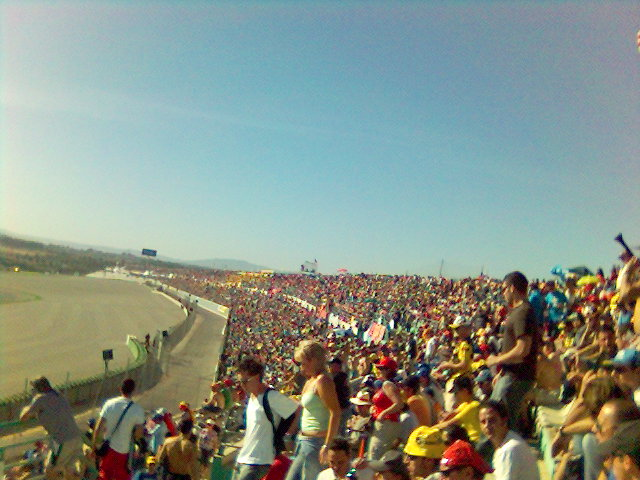
A nézőtér

## Külső hivatkozások
- Circuit de Valencia - Hivatalos honlap
- race-game.org